# Borghild Langaard

Borghild Langaard (Kongsvinger 23 juli 1883 – Oslo, 20 november 1939) was een Noors zangeres. Haar stembereik lag binnen het segment sopraan. Ze zong zowel liederen als in opera’s.
Ze werd geboren binnen het gezin van de handelaar in voedingsmiddelen Anders Pettersen Bryhn en Gunhild Marie Bredstu. In 1886 verhuisde het gezin naar Oslo. Borghild huwde drie maal:
- 13 oktober 1909 met militair Mads Conrad Langaard (scheiding in 1916)
- 7 maart 1918 met koopman Bjarne Lindvig (in San Martino in de Verenigde Staten
- 7 juni 1930 in Rome, opnieuw met een militair en viceconsul in Oslo Ermanno Gennaro Baniamino Walther Brunelli.

De huwelijken bleven voor zover bekend kinderloos. 
Langaard studeerde bij Gina Oselio, Nina Hagerup (mevrouw Grieg), Raimond van zur Mühlen en Jean de Reszke. Ze maakte haar debuut als zangeres van liederen op 21 maart 1906 in de concertzaal van Brødrene Hals te Oslo met Edvard Grieg achter de piano. Op het repertoire stonden liederen en pianostukken van Grieg. Vervolgens werkte ze enige tijd als gouvernante in Liverpool, maar bleef zingen. In 1907 volgde haar debuut als operazangeres in Sjømannsbruden van Sigwardt Aspestrand; die opera speelde in het Nationaltheatret. Eenmaal gedebuteerd mocht ze optreden in Covent Garden te Londen als Santuzza in Cavalleria rusticana van Pietro Mascagni. Ze stond toen op het podium met John MacCormack. Aldaar zong ze in 1908 ook rollen in Der Ring des Nibelungen in het Engels uitgevoerd onder leiding van Hans Richter. Zij vertolkte graag rollen in werken van Richard Wagner. In 1913 zong ze tweemaal met het Concertgebouworkest onder leiding van Henri Viotta. In dat jubileumjaar van Richard Wagner (100e geboortedag) zong ze de rol van Venus in Tannhäuser. Er zijn ook optredens bekend aan de Kungliges Opera (1909) te Stockholm, Wenen (1910),  de opera in Boedapest, Teatro alla Scala in Milaan (1910) en Kopenhagen (1914). Vanaf 1919 begon ze ook les te geven. Tevens stond ze dat jaar in Chicago op de planken in Giuseppe Verdi’s Un ballo in maschera. Vanaf toen ging haar carrière neerwaarts, geplaagd door ziektes. Ze vertrok voor enige tijd naar Italië waar ze haar derde man ontmoette.
Op 56-jarige leeftijd overleed ze aan hartfalen.  
Tot op vandaag zijn er opnamen van Borghild Langaard verkrijgbaar, waarbij volgens kenners haar natuurlijke stemgeluid opvalt.   